# TM-XML
Trade Mark Extensible Markup Language er en XML åben standard for varemærkebranchen til udveksling af varemærkeoplysninger mellem myndigheder for industrielle ejendomsrettigheder og deres partnere eller brugere.

## Mål
Det oprindelige mål var at definere XML-standarder for udveksling af varemærkeoplysninger. Under udformningen af specifikationerne og efter oprettelsen af WIPO-standard ST.66 er der kommet andre mål til:
- definere XML-standarder for varemærkemyndigheder og varemærkebranchen
- foreslå nyttige resultater som grundlag for oprettelsen af WIPO-standarder
- definere webservice-standarder for varemærker
- give eksempler på implementeringer og værktøjer
- dele erfaringer, praksisser og viden
- fremme samarbejde og harmonisering af varemærkeoplysninger og videnrepræsentationer
- (ny) forberede det nye semantiske net for varemærkeområdet i immateriel ejendomsretligt regi.

## Baggrund
TM-XML blev defineret af en arbejdsgruppe, som blev nedsat af Kontoret for Harmonisering i det Indre Marked (Varemærker og Design) i juni 2003. 
Der er blevet offentliggjort otte udkast med henblik på bemærkninger (version 0.1 til 0.7 og 1.0 udkast), før den endelige version 1.0 Final blev offentliggjort den 26. maj 2006 på gruppens websted TM-XML.org.
Det er blevet foreslået, at TM-XML Version 1.0 Final anvendes som grundlag for oprettelsen af en WIPO-standard med betegnelsen ST.66, som er blevet vedtaget af Standing Committee on Information Technologies / Standards and Documentation Working Group (SCIT/SDWG) (Det Stående Udvalg for Informationsteknologier / arbejdsgruppen vedrørende standarder og dokumentation) på det 8. møde den 19.-22. marts 2007 i Geneve.

## Køreplan for 2008-2010
| Version            | Planlagt | Indhold |
| ------------------ | -------- | --- |
| TM-XML Version 2.0 | 2008     | Information om indsigelse, appel og fornyelse. Først webtjenester og regler i Resource Description Framework (RDF) og Web Ontology Language (OWL) |
| TM-XML Version 3.0 | 2010     | Yderligere webtjenester og semantisk net - Videnrepræsentation & tjenester                                                                        |

## Eksterne links
- TM-XML hjemmeside
  - TM-XML specifikationer Arkiveret 7. oktober 2007 hos  Wayback Machine
  - TM-XML ordbog
  - TM-XML implementeringer Arkiveret 9. oktober 2007 hos  Wayback Machine
  - TM-XML værktøjer og eksempler

- WIPO-standarder, henstillinger og retningslinjer Arkiveret 6. august 2001 hos  Wayback Machine
  - WIPO-standard ST.66 – henstilling vedrørende behandling af varemærkeoplysninger ved hjælp af XML Arkiveret 21. oktober 2007 hos  Wayback Machine
  - WIPO-standard ST.66 – Bilag

- KHIM, Kontoret for Harmonisering i Det Indre Marked (Varemærker og Design) Arkiveret 30. december 2007 hos  Wayback Machine
  - KHIM CTM-Download-service version 3 i TM-XML Arkiveret 2. marts 2008 hos  Wayback Machine